# Prespes
Prespes (Grieks: Πρέσπες) is sedert 2011 een fusiegemeente (dimos) in de Griekse bestuurlijke regio (periferia) West-Macedonië. Met haar 3,05 inwoners per vierkante kilometer is Prespes de dunst bevolkte gemeente van het land.
De twee deelgemeenten (dimotiki enotita) van de fusiegemeente zijn:
- Krystallopigi (Κρυσταλλοπηγή)
- Prespes (Πρέσπες)